# Millennium (minissérie)
Millennium é uma minissérie de televisão sueca exibida em 2010, baseada na trilogia Millennium do jornalista e escritor Stieg Larsson.

## Produção
Minissérie em seis episódios, Millennium foi co-produzida pela Yellow Bird em colaboração com a Sveriges Television, Nordisk Film, Film i Väst e a ZDF Enterprises, sendo premiada com o Emmy Internacional de melhor telefilme ou minissérie, em 2011, e com o prêmio Kristallen 2010 de melhor drama do ano.

## Elenco
- Noomi Rapace ... Lisbeth Salander
- Michael Nyqvist ...  Mikael Blomkvist
- Lena Endre ...  Erika Berger
- Sofia Ledarp ...  Malin Erikson
- Jacob Ericksson ...  Christer Malm
- Peter Andersson ...  Nils Bjurman
- Per Oscarsson ...  Holger Palmgren
- Micke Spreitz ...  Ronald Niedermann
- Johan Kylén ...  Jan Bublanski
- Michalis Koutsogiannakis ...  Dragan Armanskij
- Magnus Krepper ...  Hans Faste
- Annika Hallin ...  Annika Giannini
- Tomas Köhler ...  Plague

## Exibição
No Brasil, a série foi adaptada pelo canal Max em formato de telefilme, dividido em três episódios: “Os homens que não amavam as mulheres”, “A menina que brincava com fogo” e “A rainha do castelo de ar”.